# Улица Крылова (Екатеринбург)
Улица Крыло́ва — улица в жилом районе «ВИЗ» Верх-Исетского административного района Екатеринбурга.

## Происхождение и история названий
Первоначальное название улицы — Одинарка Екатеринбургская. Одинарками назывались односторонние улицы, а екатеринбургской она называлась, возможно, потому, что была восточной границей Верх-Исетского завода и ближайшей поперечной улицей к Екатеринбургу. В 1924 году, после переименования города Екатеринбурга в Свердловск, улица стала называться Одинаркой Свердловской. Своё современное название улица получила в 1937 году (по другой версии в 1960-х годах) в честь русского баснописца Ивана Андреевича Крылова.

## Расположение и благоустройство
Улица проходит с севера на юг между улицами Мельникова и Пирогова. Начинается от пересечения с улицами улицы Юмашева и Хомякова и заканчивается у улицы Крауля. Пересекается с Верх-Исетским бульваром, улицами Татищева и Ключевской. С нечётной стороны примыканий других улиц нет, с чётной стороны к улице примыкают улицы Долорес Ибаррури, Синяева, Нагорная и Анри Барбюса.
Протяжённость улицы составляет около 1,5 км (с застроенными участками). Ширина проезжей части — около 6 м (по одной полосе в каждую сторону движения). На протяжении улицы имеется два светофора (на перекрёстках с улицами Крауля и ВИЗ-бульваром. С обеих сторон улица оборудована тротуарами , уличное освещение отсутствует. Нумерация домов начинается от улицы Юмашева.

## История
Границей между Екатеринбургом и посёлком Верх-Исетского завода вплоть до XX века был обширный пустырь (выгон). В начале 1820-х годов в северо-западной части этого пустыря были построены четыре здания больницы Верх-Исетского завода (архитектор М. П. Малахов). Ряд жилых домов Верх-Исетского посёлка, образовавший однорядье на западном краю пустыря, называли Екатеринбургской одинаркой. В этих домах проживал ряд известных жителей завода (в частности семья братьев Шлезигеров, купец-благотворитель С. А. Петров).
С 1925 года в западной части верх-исетского пустыря велось интенсивное строительство посёлка для рабочих Верх-Исетского завода (он получил название 2-го посёлка ВИЗа, а 1-м посёлком ВИЗа называли посёлок, построенный в 1924 году в излучине реки Исети немного севернее). Вдоль Одинарки от Верх-Исетского бульвара до Московского тракта (сейчас улица Репина) в три ряда были построены двухэтажные деревянные рубленые дома.
В начале улицы стоял двухэтажный полукаменный дом с балконами, занимаемый братьями Шлезигерами. В усадьбе Шлезигеров находился единственный в Екатеринбурге частный зверинец, где находились лоси, олени, медведи, зайцы, лисы, белки и другие уральские животные. Выше по улице, на склоне горы, располагались дома Блохиных, Слесаревых, Россамахиных и латышского революционера П. И. Сакныня, участника Гражданской войны на Урале, комиссара одной из частей 3-й армии М. В. Блюхера, организовавшего в 1922 году интенсивно-трудовое хозяйство «Латвия», с 1929 года преобразованное в Первую садово-огородную коммуну «Интенсивный труд» (в дальнейшем совхоз им. С. Орджоникидзе). В следующем квартале в добротном деревянном доме жила семья профессора Н. Н. Барабошкина, а в маленьком доме последующего квартала — участник известного в 1950-х годах уральского трио баянистов — Попков, Шмелев и Данилин.
В 1958—1963 годах ниже дома Шлезигеров был построен большой шестиэтажный кирпичный жилой дом с почтовым отделением и сберкассой, в результате чего улица оказалась перекрытой для транспорта. С начала 1960-х годов, в ходе масштабной реконструкции района, деревянный посёлок ВИЗа постепенно сносится, а на его месте строятся многоэтажные жилые дома.
С левой стороны улицы сохранены кирпичные дома. В одном из них находится Музей воздушно-десантных войск «Крылатая гвардия».
На период 2013—2018 годов участок улицы Крылова между улицами Ключевской и Татищева перекрыт строительной площадкой масштабного жилого комплекса «Крылов», состоящего из двух разноэтажных (25—32 этажей) жилых очередей и торгового центра. В дальнейшем планируется сделать этот участок улицы пешеходным.